# Gaetano Ghidetti
Gaetano Pietro Francesco Ghidetti, detto Gaetano (Parma, 6 aprile 1723 – Parma, 23 settembre 1793), è stato un pittore, scenografo e architetto italiano.

## Biografia

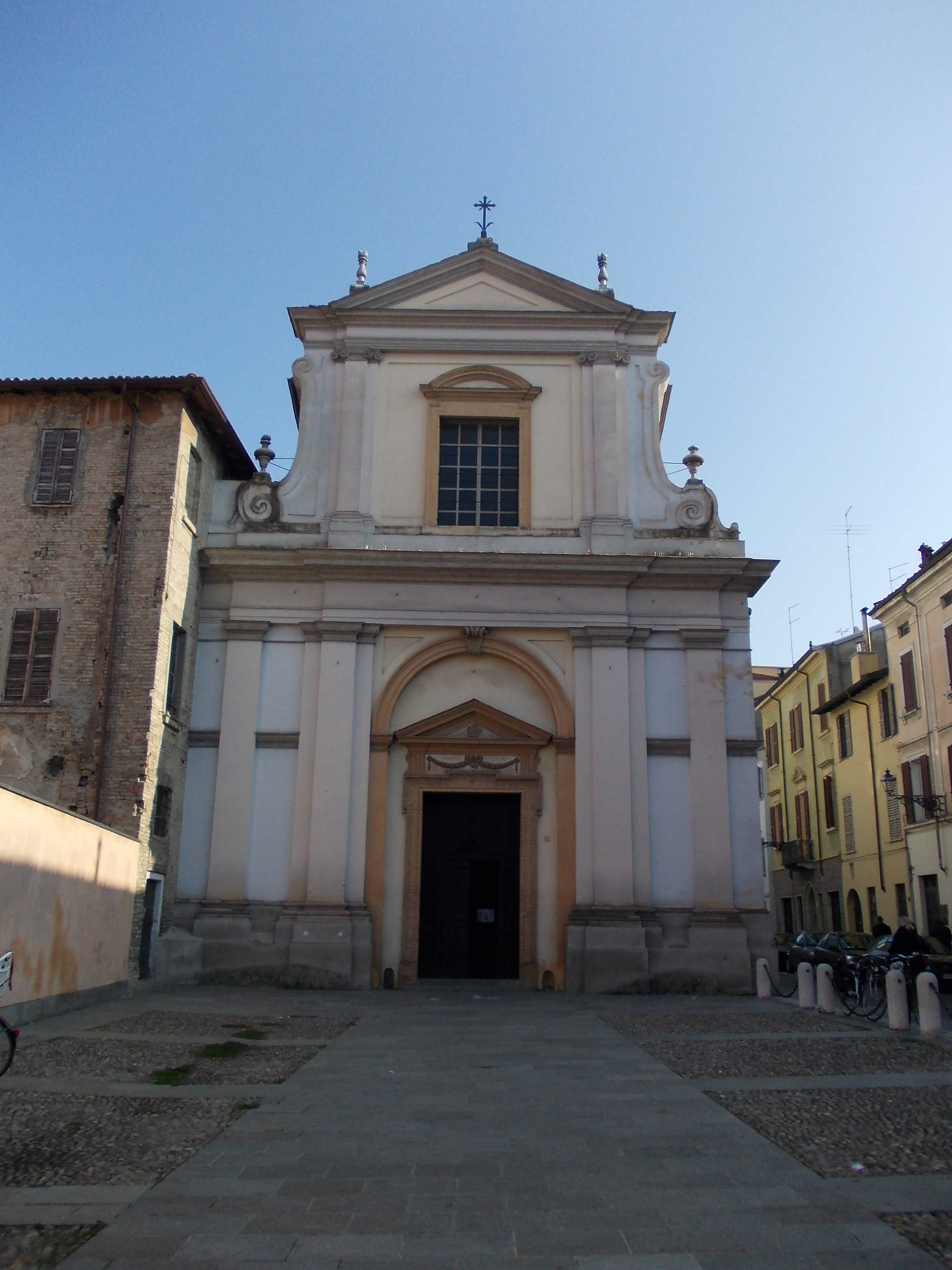
La facciata della chiesa di Sant'Uldarico di Parma, ricostruita da Gaetano Ghidetti tra il 1761 e il 1763.

Gaetano Ghidetti nacque a Parma il 6 aprile 1723, da Giacomo, indoratore, e Giulia Ferrari.
Grazie alla remunerativa attività del padre, dei suoi fratelli, il più grande, Carlo Antonio, studiò medicina, mentre il secondo, Giacomo, proseguì il lavoro paterno. Gaetano, seppur rimanendo in campo artistico, scelse un mestiere differente e si formò probabilmente sotto la guida del quadraturista e scenografo Pietro Righini, anche se non è noto con certezza il nome del suo maestro.
Sposò Angela Giangrandi, dalla quale ebbe sei figli, due dei quali morirono in tenera età; acquistò una casa con bottega sottostante nei pressi della chiesa di San Bartolomeo e vi si trasferì con la famiglia.
Tra i suoi primi incarichi, nell'autunno del 1751 si occupò, insieme al fuochista Luca Bonani, dell'allestimento della macchina per i fuochi durante la cerimonia che accompagnò il battesimo di Ferdinando di Borbone, figlio del duca di Parma Filippo. Il successo dello spettacolare evento contribuì alla sua notorietà, che negli anni seguenti gli valse numerosi impegni quale scenografo per il teatro Ducale, ove per il Carnevale del 1756 dipinse, con l'aiuto di Antonio Malagoli, gli scenari per le opere La buona figliuola di Carlo Goldoni e Catone in Utica e Issipile di Pietro Metastasio.
Nel 1757, oltre a realizzare le scenografie per le alcuni drammi nel teatro di Parma, fu incaricato dal futuro primo ministro Guillaume du Tillot dell'esecuzione degli ornati e degli scenari all'interno del teatro di corte del palazzo Ducale di Colorno. L'anno seguente dipinse per il teatro Ducale le scenografie e i fondali per le opere Castore e Polluce di Jean-Philippe Rameau e Titone e l'Aurora di Jean-Joseph de Mondonville, nonché per il balletto Recimero re dei goti di Gian Francesco de Majo insieme a Giuseppe Respaggiari.

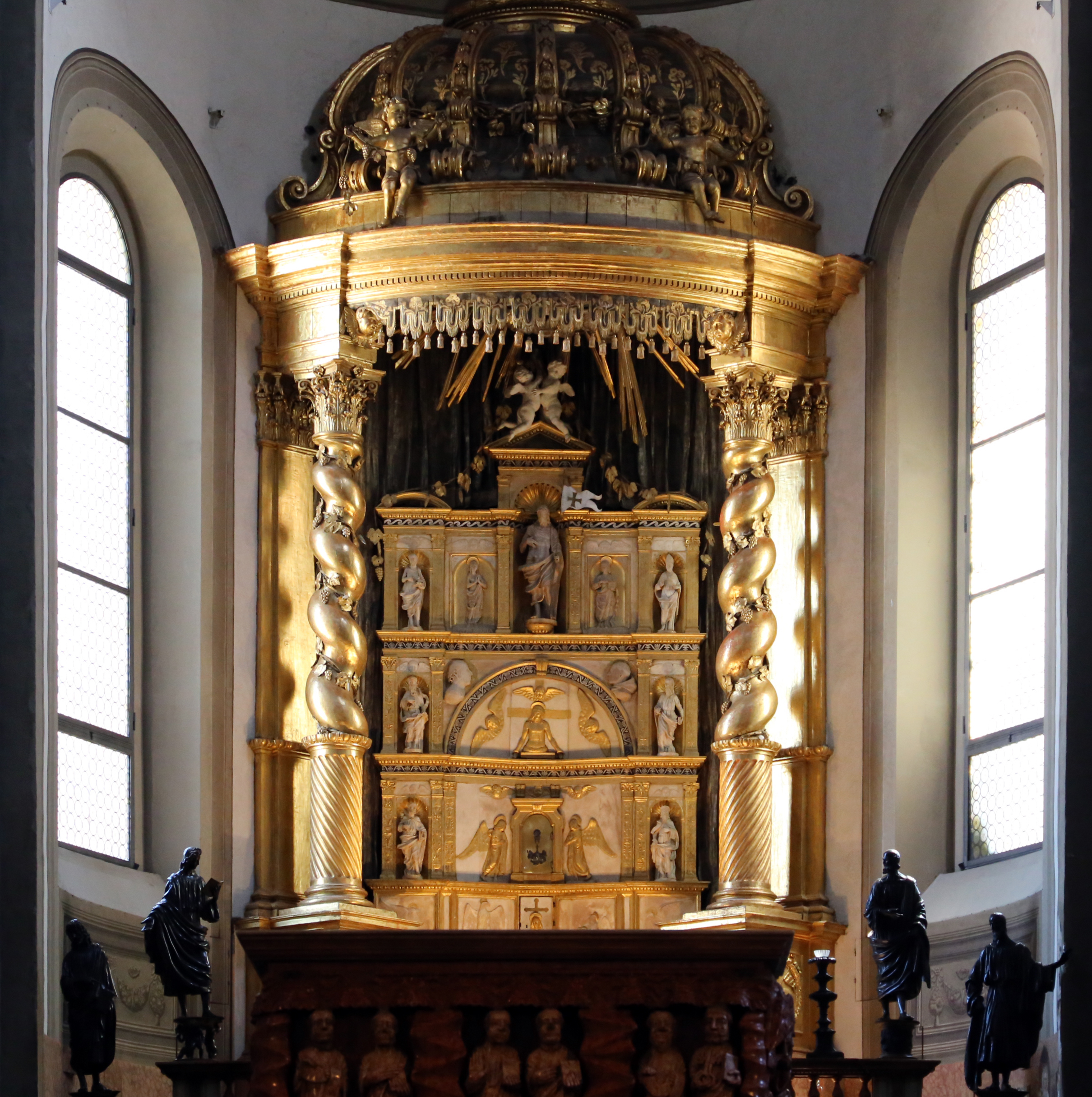
La monumentale ancona sul fondo dell'abside del coro del duomo di Parma, progettata nel 1766 da Gaetano Ghidetti.

Nel 1759 ricevette numerosi incarichi. Fu nominato capo pittore del teatro Ducale e realizzò le scene dell'Ippolito e Aricia di Tommaso Traetta. Inoltre, insieme al figurista Antonio Bresciani, affrescò gli esterni della torre dell'Orologio in piazza Grande e gli interni della chiesa di San Benedetto. In qualità di direttore dei lavori, avviò le opere di completamento degli interni della chiesa di Sant'Antonio Abate, progettata nel 1712 da Ferdinando Galli da Bibbiena e non ancora conclusa; il complesso intervento, in cui il Ghidetti apportò alcune modifiche rispetto ai disegni originari e fu affiancato da vari artisti, proseguì fino al 1766. Infine, seguendo le indicazioni dell'architetto Ennemond Alexandre Petitot, nel palazzo Ducale di Colorno decorò con una serie di vedute prospettiche una stanza dell'appartamento della duchessa Luisa Elisabetta, la quale tuttavia morì a Versailles il 6 dicembre di quell'anno, prima di poter rientrare a Parma.
A causa della scomparsa della Duchessa, nei primi mesi dell'anno successivo fu annullata ogni rappresentazione teatrale e Gaetano Ghidetti fu incaricato dal Comune di Parma di realizzare tre macchine funebri per altrettante chiese cittadine. Alcuni mesi dopo, eseguì su progetto del Petitot una macchina per i fuochi per il matrimonio tra Isabella di Borbone, figlia del duca Filippo, e il futuro imperatore Giuseppe II d'Asburgo-Lorena. Realizzò inoltre le scenografie per l'opera I Tindaridi del Traetta.
Nel 1761 eseguì altre scene per il teatro Ducale e fu incaricato della completa ristrutturazione della chiesa di Sant'Uldarico, per la quale, oltre a progettare la nuova facciata e gli interni, realizzò l'ancona barocca dell'altare maggiore; l'opera fu completata nel 1763.
Negli anni successivi il Bresciani continuò a lavorare nei cantieri già avviati e a dipingere scenografie teatrali. Nel febbraio del 1766 eseguì la macchina funebre per il duca Filippo, scomparso pochi mesi prima. Nello stesso anno progettò la monumentale ancona barocca per il ciborio collocato sul fondo del coro absidato del duomo di Parma.

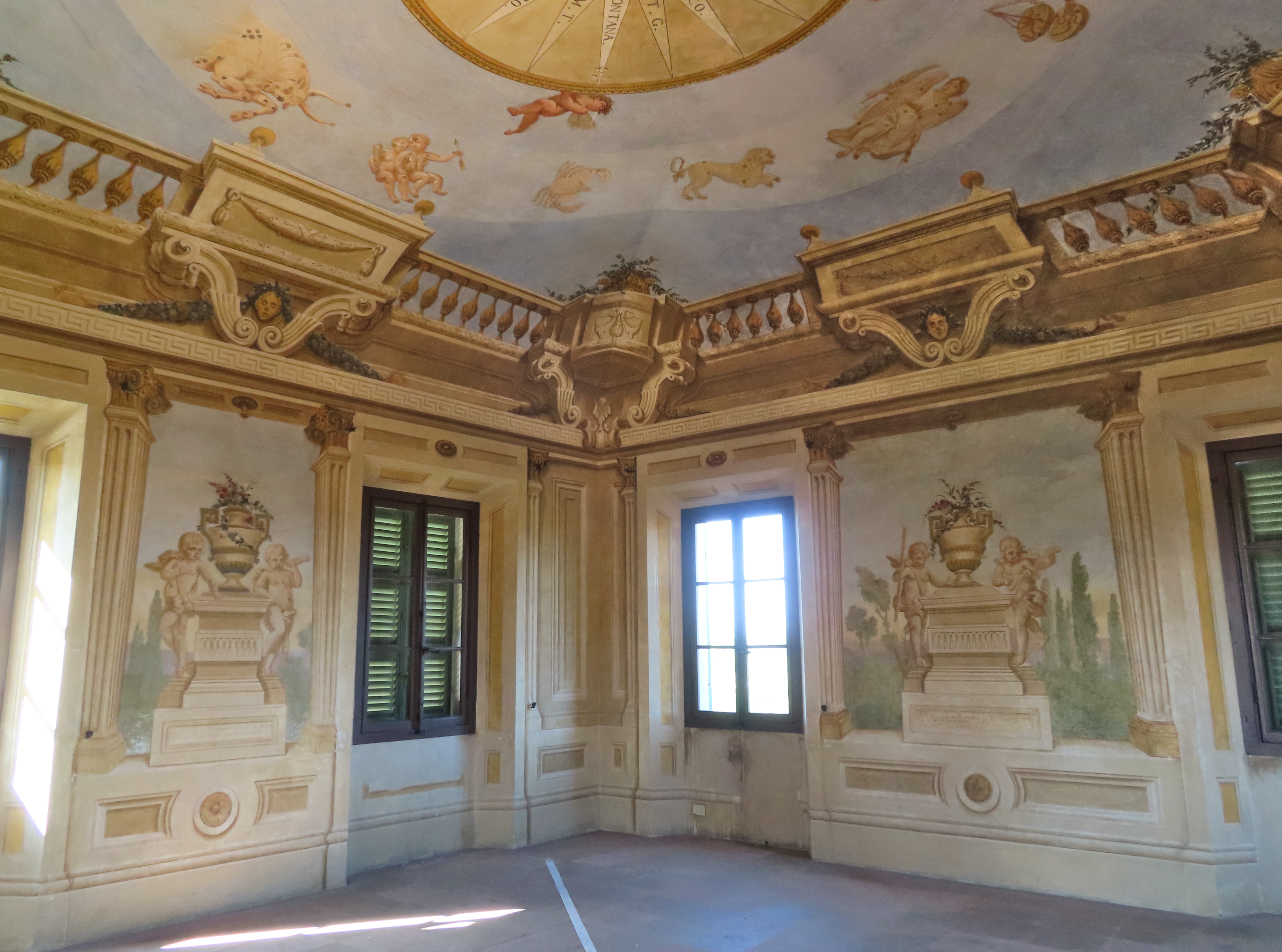
L'osservatorio astronomico dell'appartamento nuovo del Duca del palazzo Ducale di Colorno, dipinto tra il 1787 e il 1789 da Gaetano Ghidetti nelle quadrature e finte architetture e da Antonio Bresciani nelle figure.

Nel 1768, col figurista Bresciani, affrescò gli interni della chiesa di Santa Maria Assunta a Sabbioneta.
Nel 1769 realizzò una macchina per i fuochi per il matrimonio tra il duca di Parma Ferdinando e Maria Amalia d'Asburgo-Lorena, oltre a dipingere gli scenari per gli spettacoli teatrali legati alle nozze. Inoltre, su commissione del Duca, affrescò la cappella della Vergine del Rosario nella chiesa di San Paolo.
Nel 1770 dipinse l'interno e realizzò le scene del piccolo teatro di corte situato nella rocca di Sala.
Nel 1772, in qualità di quadraturista, tornò a collaborare col figurista Antonio Bresciani per conto del sovrano, affrescando a Colorno l'oratorio della Beata Vergine del Buon Cuore e numerosi ambienti dell'adiacente casino di Riserva.
Nel 1774 realizzò le scenografie del teatro Ducale per il ballo organizzato in previsione della visita ufficiale a Parma dell'arciduca Ferdinando Carlo Antonio d'Asburgo-Lorena, fratello della Duchessa, che si svolse il 14 giugno. Due mesi dopo, il 13 agosto, ricevette la nomina di professore consigliere dell'accademia di belle arti.
Tra il 1775 e il 1780, forse con la collaborazione di Paolo Ferrari, affrescò nella chiesa di Santa Maria Assunta di Sissa una ricca quadratura architettonica col Battesimo di Gesù attorno alla nicchia del fonte battesimale, posta nella controfacciata.

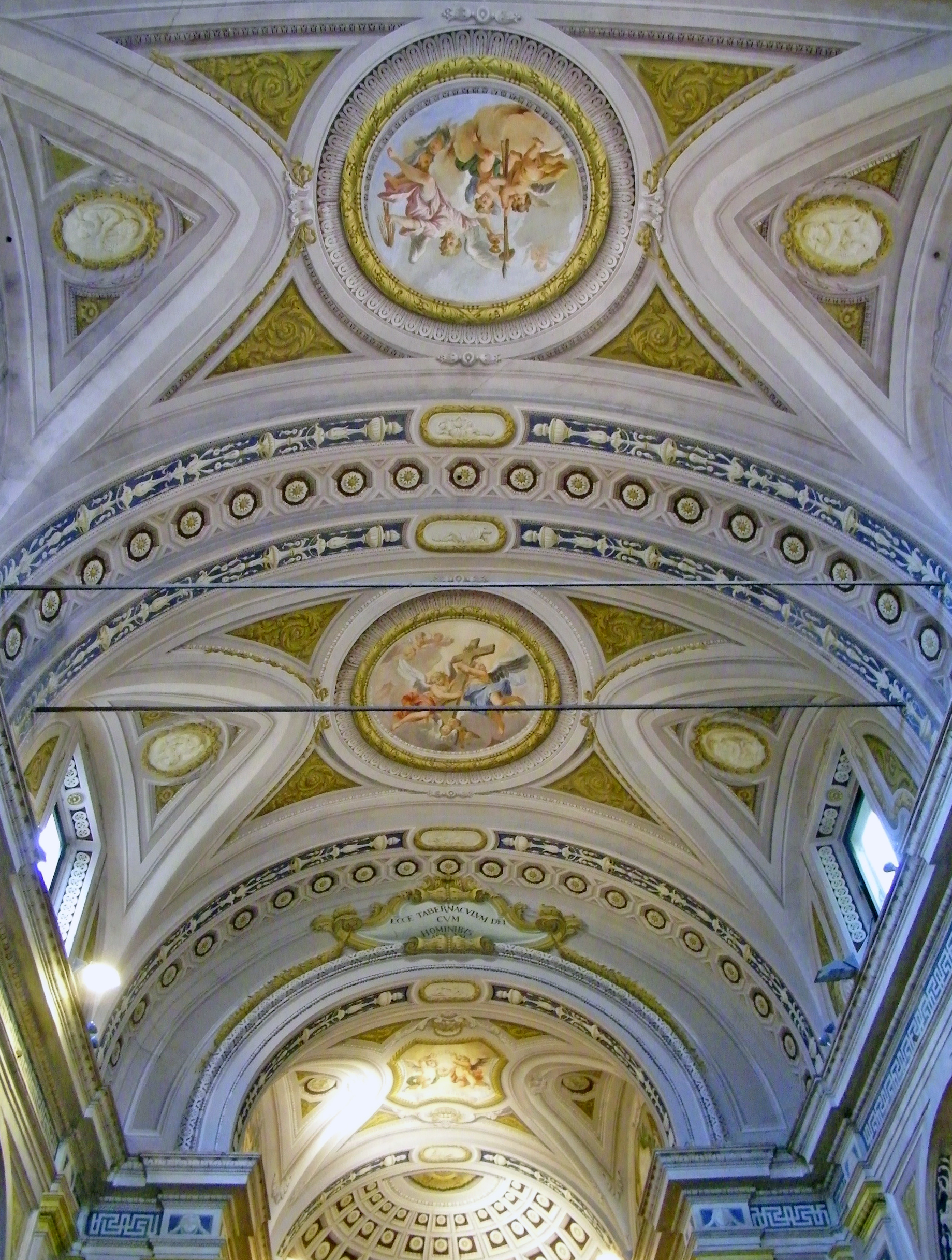
La volta dell'oratorio di Santa Maria Assunta di Fontanellato, dipinta tra il 1789 e il 1791 da Gaetano Ghidetti nelle quadrature e da Antonio Bresciani nelle figure.

Il 1º gennaio 1779 fu investito della carica di pittore di corte, alle dipendenze del Duca, che in seguitò gli conferì il titolo di cavaliere.
Nel 1781, in collaborazione con Francesco Grassi, realizzò altre scenografie per spettacoli del teatro Ducale e l'anno seguente si occupò personalmente di ridipingere gli interni dell'edificio.
Nel 1785 fu nominato direttore dei lavori relativi alla completa risistemazione della chiesa di San Bartolomeo.
Nel 1786 affrescò la cappella della Beata Orsolina nella chiesa di San Quintino.
Nel 1787 tornò a collaborare col Bresciani nella realizzazione degli affreschi nella cappella delle Sante Reliquie situata all'interno della cappella ducale di San Liborio e in vari ambienti dell'appartamento nuovo del Duca del palazzo Ducale; le opere furono completate all'incirca nel 1789.
Fra il 1789 e il 1791, ancora col Bresciani, decorò gli interni dell'oratorio di Santa Maria Assunta di Fontanellato.
Nel 1792, forse a causa di problemi di salute, smise di partecipare alle riunioni dell'accademia di belle arti. Morì a Parma il 23 settembre 1793, lasciando la moglie Innocenza Gelati.

### Esplicative
1. ↑  Dopo la morte del Bresciani, il duca Ferdinando acconsentì al pagamento della pensione alla moglie, che dai documenti risultava chiamarsi Innocenza Gelati. Gli storici ipotizzano quindi che la prima moglie Angela Giangrandi fosse morta in un anno imprecisato e in seguito il pittore avesse sposato in seconde nozze la Gelati. Vedi  Ghidetti Gaetano, su parmaelasuastoria.it. URL consultato il 25 febbraio 2025 (archiviato dall'url originale il 24 febbraio 2025).

### Bibliografiche
1. 1 2 3 4 5 6 7 8 9 10 11 12 13 14 15 16 17 18 19 20 21   Emanuela Bagattoni, Gaetano Ghidetti, in Dizionario biografico degli italiani, vol. 53, Roma, Istituto dell'Enciclopedia Italiana, 2000. URL consultato il 25 febbraio 2025.
2. 1 2 3 4 5 6 7 8  Enciclopedia di Parma 1999, p. 374.
3. 1 2 3 4 5 6 7 8 9 10 11 12 13 14 15 16 17   Ghidetti Gaetano, su parmaelasuastoria.it. URL consultato il 25 febbraio 2025 (archiviato dall'url originale il 24 febbraio 2025).
4. 1 2 3 4 5 6 7 8 9   Ghidetti Gaetano, su lacasadellamusica.it. URL consultato il 25 febbraio 2025.
5. ↑  Pellegri 1981, p. 97.
6. ↑  Storia di Parma 2020, p. 476.
7. ↑   Parma -/ Duomo/ Altare Maggiore, su catalogo.beniculturali.it. URL consultato il 26 febbraio 2025 (archiviato dall'url originale il 26 febbraio 2025).
8. ↑   Chiesa di S. Maria Assunta in Sabbioneta, su museisabbioneta.it. URL consultato il 26 febbraio 2025 (archiviato dall'url originale il 23 febbraio 2025).
9. ↑   Quadratura architettonica con Battesimo di Cristo, su catalogo.beniculturali.it. URL consultato il 26 febbraio 2025 (archiviato dall'url originale il 26 febbraio 2025).
10. ↑  Storia di Parma 2020, p. 493.
11. ↑  Catalogo delle opere recuperate con i fondi dell'Otto per mille a diretta gestione statale, pp. 53-56.